# Past and Present
Past and Present és una revista acadèmica d'història publicada per l'editorial Oxford University Press i elaborada per l'associació Past and Present Society. Va ser fundada l'any 1952 per un col·lectiu d'historiadors marxistes, entre els quals es trobaven alguns membres del Grup d'Historiadors del Partit Comunista britànic, com E. P. Thompson, Christopher Hill i Eric Hobsbawm, i també altres de no marxistes com A. H. M. Jones i R. R. Betts.
Es tracta d'una revista pionera en l'àmbit de la història social, amb investigacions relacionades amb qualsevol època històrica i sense cap límit geogràfic. Es publiquen quatre edicions cada any i un suplement anual.